# 第七高等学校造士馆
第七高等学校造士馆（日语：造士館），简称第七高等学校、“七高”，是日本的一所位于鹿儿岛县鹿儿岛市的旧制高等学校，于1901年（明治三十四年）成立。

## 历史
1901年（明治三十四年）成立的第七高等学校造士馆的前身为1884年（明治十七年）成立的鹿儿岛县立中学造士馆，名称中的“造士馆”（原萨摩藩藩校）亦为历史沿用。
1945年二战末期，第七高等学校的校舍毁于鹿儿岛大空袭中。战争结束后，第七高等学校一度通过借用各地的民房继续维持教学，1947年校址复归鹤丸城址。因新学制发足，1949年与新制大学鹿儿岛大学合并，1950年正式停止运作。
中共一大代表周佛海曾是第七高等学校的留学生。